# El Mirador, Aquismón
El Mirador är en ort i Mexiko.   Den ligger i kommunen Aquismón och delstaten San Luis Potosí, i den centrala delen av landet, 240 km norr om huvudstaden Mexico City. El Mirador ligger 933 meter över havet och antalet invånare är 237.
Terrängen runt El Mirador är huvudsakligen kuperad, men österut är den bergig. Runt El Mirador är det ganska tätbefolkat, med 134 invånare per kvadratkilometer. Närmaste större samhälle är Tampate, 8,6 km nordost om El Mirador. I omgivningarna runt El Mirador växer i huvudsak städsegrön lövskog.